# Ariston (Name)
Ariston ist ein griechischer, männlicher Vorname.

## Herkunft und Bedeutung
Altgriechisch Ἀρίστων
Der Name ist altgriechischen Ursprungs und bedeutet der Tüchtigste.

## Varianten
- Deutsch: Aristion

## Namenstag
22. Februar Ariston, Märtyrer in Kampanien

## Bekannte Namensträger
Politiker und Militärs
- Ariston (Sparta), König von Sparta und Zeitgenosse des Kroisos
- Ariston, der athenische Archon eponymos im Jahre 454/3 v. Chr.
- Ariston (General), Offizier Alexanders des Großen, 4. Jahrhundert v. Chr.
- Ariston (Paionier), ein weiterer Offizier Alexanders des Großen

Philosophen und Autoren
- Ariston, der Vater Platons, 5. Jahrhundert v. Chr.
- Ariston von Chios, griechischer Philosoph der Stoa, 3. Jahrhundert v. Chr.
- Ariston von Keos, griechischer Philosoph des Peripatos, 3. Jahrhundert v. Chr. (Nachfolger des Lykon aus der Troas)
- Ariston von Keos II, griechischer Philosoph des Peripatos, 3. Jahrhundert v. Chr. (Nachfolger des Ariston von Keos)
- Ariston von Athen (Ende 2./Anfang 1. Jahrhundert v. Chr.); attischer Dramatiker
- Ariston von Alexandria (1. Jahrhundert v. Chr.); Mittelplatoniker, später Peripatetiker
- Ariston von Pella, frühchristlicher griechischer Schriftsteller, 2. Jahrhundert
- Ariston (Epigrammatiker), griechischer Epigrammatiker (Kranz des Meleager → Griechische Anthologie)

Künstler und Handwerker
- Ariston (Bildhauer aus der Argolis), griechischer Bildhauer aus der Argolis im 3. Jahrhundert v. Chr.
- Ariston (Bildhauer aus Athen), griechischer Bildhauer wohl aus Athen im 4. Jahrhundert v. Chr.
- Ariston (Bildhauer aus Böotien), griechischer Bildhauer aus Böotienim 2. Jahrhundert v. Chr.
- Ariston (Bildhauer aus Chios), griechischer Bildhauer aus Chios im 3. Jahrhundert v. Chr.
- Ariston (Erzbildner im 6. Jahrhundert v. Chr.), griechischer Erzbildner im 6. Jahrhundert v. Chr.
- Ariston (Erzbildner im 3. Jahrhundert v. Chr.), griechischer Erzbildner im 3. Jahrhundert v. Chr.
- Ariston (Erzgießer), griechischer Erzgießer im 3. Jahrhundert v. Chr.
- Ariston (Maler im 4. Jahrhundert v. Chr.), griechischer Maler im 4. Jahrhundert v. Chr.
- Ariston (Maler im 3. Jahrhundert v. Chr.), griechischer Maler im 3. Jahrhundert v. Chr.
- Aristo (Mosaizist), römischer Mosaizist (Mosaikkünstler)
- Ariston (Töpfer), hellenistischer Keramikproduzent in Athen
- Ariston (Toreut), griechischer Toreut und Erzbildner im späten 3. Jahrhundert v. Chr.
- Ariston (Glashersteller), griechischer Glashersteller in Sidon im 1. Jahrhundert n. Chr.
- Ariston von Argos, Aulet der Phyle Akamantis zu Anfang des 5. Jahrhunderts v. Chr.